# Bermanita
La bermanita és un mineral de la classe dels fosfats. Rep el nom en honor del Dr. Harry Berman (16 de febrer de 1902, Boston, Massachusetts - 27 d'agost de 1944, Prestwick, Escòcia) coautor de la setena edició del sistema de mineralogia de Dana, mineralogista sistemàtic, primerenc classificador de les estructures de silicats, professor de mineralogia a la Universitat Harvard, entre d'altres.

## Característiques
La bermanita és un fosfat de fórmula química Mn²⁺Mn³⁺₂(PO₄)₂(OH)₂(H₂O)₄. Cristal·litza en el sistema monoclínic. La seva duresa a l'escala de Mohs és 3,5. És l'anàleg Mn2+ de la magnesiobermanita.
Segons la classificació de Nickel-Strunz, la bermanita pertany a «08.DC: Fosfats, etc, només amb cations de mida mitjana, (OH, etc.):RO₄ = 1:1 i < 2:1» juntament amb els següents minerals: nissonita, eucroïta, legrandita, strashimirita, arthurita, earlshannonita, ojuelaïta, whitmoreïta, cobaltarthurita, bendadaïta, kunatita, kleemanita, coralloïta, kovdorskita, ferristrunzita, ferrostrunzita, metavauxita, metavivianita, strunzita, beraunita, gordonita, laueïta, mangangordonita, paravauxita, pseudolaueïta, sigloïta, stewartita, ushkovita, ferrolaueïta, kastningita, maghrebita, nordgauïta, tinticita, vauxita, vantasselita, cacoxenita, gormanita, souzalita, kingita, wavel·lita, allanpringita, kribergita, mapimita, ogdensburgita, nevadaïta i cloncurryita.

## Formació i jaciments
Va ser descoberta dins l'àrea de la Mina Bagdad, a la localitat de Hillside, al districte d'Eureka (Arizona, Estats Units). També ha estat descrita en altres estats dels Estats Units, així com al Brasil, Argentina, Suècia, Portugal, Grècia, França, la República Txeca, Namíbia, Ruanda, Madagascar, la República Democràtica del Congo i Austràlia.